# Славчев, Симеон
Симеон Славчев (болг. Симеон Славчев; 25 сентября 1993, София, Болгария) — болгарский футболист, полузащитник польского клуба «Вечиста». Выступал за сборную Болгарии.

## Биография

### Клубная карьера
На профессиональном уровне дебютировал в сезоне 2010/11, сыграв один матч в составе «Литекса», и по итогам сезона стал с командой чемпионом страны. Следующий сезон отыграл в аренде в клубе первой лиги «Чавдар», после чего вернулся в «Литекс», где провёл ещё два года. Летом 2014 года подписал контракт с лиссабонским «Спортингом», за основной состав которого сыграл 2 матча в кубке португальской лиги, а также провёл 3 игры за фарм-клуб «Спортинга» в Сегунде. По ходу первого сезона в «Спортинге» был отдан в аренду в английский «Болтон Уондерерс», однако провёл за него единственный матч в Чемпионшипе. В дальнейшем продолжал выступать в аренде, сезон 2015/16 провёл в кипрском клубе «Аполлон», а следующие два сезона в польском клубе «Лехия» (Гданьск). Летом 2018 года подписал контракт с азербайджанским «Карабахом».

### Карьера в сборной
С 2013 года стал активно приглашаться в сборную Болгарии, а 15 октября дебютировал в национальной команде, выйдя на замену на 73-й минуте в матче отборочного турнира чемпионата мира 2014 против сборной Чехии. В 2018 году принял участие в пяти матчах сборной в Лиге наций УЕФА.

## Достижения
«Литекс»
- Чемпион Болгарии: 2010/11

«Аполлон»
- Обладатель Кубка Кипра: 2015/16

«Карабах»
- Чемпион Азербайджана: 2018/19